# 잠망경

잠망경의 원리. 왼쪽 잠망경은 거울을 사용하고 오른쪽 잠망경은 프리즘을 사용한다.
a 거울
b 프리즘
c 관찰자의 눈

렌즈 잠망경의 원리.
두 잠망경은 이미지를 세우는 방식에서 차이가 있다. 왼쪽은 직립 프리즘을 사용하고 오른쪽은 직립 렌즈와 두 번째 이미지 평면을 사용한다.
a 대물렌즈
b 시야 렌즈
c 상 직립 렌즈
d 접안렌즈
e 관찰자 눈의 렌즈
f 직각 프리즘
g 상 직립 프리즘

잠망경(潛望鏡)은 관찰자의 현재 위치에서 직접적인 시야를 방해하는 물체, 장애물 또는 조건 위, 주변 또는 통과하여 관찰하기 위한 도구이다.
가장 간단한 형태는 양쪽 끝에 서로 45° 각도로 평행하게 놓인 거울이 있는 외부 케이스로 구성된다. 이 형태의 잠망경은 두 개의 간단한 렌즈를 추가하여 제1차 세계 대전 중 참호에서 관찰 목적으로 사용되었다. 군인들은 일부 포탑과 장갑차에서도 잠망경을 사용한다.
거울 대신 프리즘 또는 고급 광섬유를 사용하고 배율을 제공하는 더 복잡한 잠망경은 잠수함과 다양한 과학 분야에서 작동한다. 고전적인 잠수함 잠망경의 전체적인 디자인은 매우 간단하다: 서로를 향하는 두 개의 망원경. 만약 두 망원경이 서로 다른 개별 배율을 가지고 있다면, 그들 사이의 차이가 전체적인 확대 또는 축소를 유발한다.

## 초기 사례
요하네스 헤벨리우스는 1647년 그의 저서 Selenographia, sive Lunae descriptio [달의 지형학, 또는 달에 대한 설명]에서 렌즈가 있는 초기 잠망경(그는 이를 "폴레모스코프"라고 불렀다)을 묘사했다. 헤벨리우스는 그의 발명품이 군사적으로 응용될 수 있다고 보았다.
미하일 로모노소프는 잠망경과 유사한 "광학 튜브"를 발명했다. 1834년, 이것은 카를 안드레예비치 실더가 설계한 잠수함에 사용되었다.
1854년, 이폴리트 마리에-다비는 각 끝에 45°로 고정된 두 개의 작은 거울이 있는 수직 튜브로 구성된 최초의 해군 잠망경을 발명했다. 사이먼 레이크는 1902년에 그의 잠수함에 잠망경을 사용했다. 하워드 그럽 경은 제1차 세계 대전에서 이 장치를 완성했다. 모건 로버트슨 (1861–1915)은 잠망경 특허를 받으려고 시도했다고 주장했다. 그는 자신의 소설 작품에서 잠망경을 사용하는 잠수함을 묘사했다.
일부 경우 잠망경 소총에 부착된 잠망경은 제1차 세계 대전 (1914–1918)에서 병사들이 참호 위를 볼 수 있도록 하여 적의 사격(특히 저격수의 사격)에 노출되는 것을 피할 수 있게 했다. 잠망경 소총 또한 전쟁 중에 사용되었다 – 이것은 잠망경을 통해 조준되는 보병 소총으로, 사수가 참호 흉벽 아래의 안전한 위치에서 무기를 조준하고 발사할 수 있게 했다.
제2차 세계 대전 (1939–1945) 중에는 포병 관측병과 장교들이 다양한 마운트가 있는 특별히 제작된 잠망경 쌍안경을 사용했다. 일부는 합치식 거리계로 설계되어 목표까지의 거리를 추정할 수도 있었다.
초기 사례
- 오스트레일리아 경기병 병사들이 갈리폴리, 1915년에 잠망경 소총을 사용하는 모습. 어니스트 브룩스 촬영.
- 1916년 더 일렉트리컬 익스페리멘터, Vol. IV, No. 38에 실린 잠수함용 보조 잠망경
- 독일 포병 관측병 팀이 잠망경 쌍안경을 사용하는 모습, 1943년

## 장갑차 잠망경
전차와 장갑차는 잠망경을 사용한다. 잠망경은 운전자, 전차장, 그리고 다른 탑승자들이 차량 지붕을 통해 상황을 살필 수 있게 한다. 잠망경이 있기 전에는 탑승자들이 밖을 볼 수 있도록 장갑에 직접적인 시야 슬릿이 뚫려 있었다. 잠망경은 전면 및 측면 장갑에 이러한 약한 시야 개구부를 뚫을 필요 없이 차량 외부를 볼 수 있게 하여 차량과 탑승자들을 더 잘 보호한다.
프로텍토스코프는 직접적인 시야 슬릿과 유사하게 장갑판에 창을 제공하도록 설계된 관련 잠망경 시야 장치이다. 프로텍토스코프 내부의 소형 잠망경은 시야 슬릿을 간격을 둔 장갑판으로 가릴 수 있게 한다. 이는 소총 사격의 잠재적 침입 지점을 방지하며, 시야 높이에 작은 차이만 있을 뿐이지만 여전히 장갑을 잘라야 한다.
장갑전투차량, 예를 들어 전차의 맥락에서, 잠망경 시야 장치는 에피스코프라고도 불릴 수 있다. 이 맥락에서 잠망경은 더 넓은 시야를 제공하기 위해 회전할 수 있는 장치(또는 회전할 수 있는 조립품에 고정된)를 의미하는 반면, 에피스코프는 제자리에 고정되어 있다.
잠망경은 "셔프티-스코프"와 같은 속어로도 불릴 수 있다.

### 군들라흐 및 비커스 360도 잠망경
중요한 발전인 군들라흐 회전 잠망경은 회전하는 상단과 선택 가능한 추가 프리즘을 통합하여 시야를 반전시켰다. 이를 통해 전차장은 좌석을 움직이지 않고도 360도 시야를 확보할 수 있었고, 추가 프리즘을 작동시켜 후방 시야도 확보할 수 있었다. 루돌프 군들라흐가 1936년에 특허를 낸 이 디자인은 폴란드군의 7TP 경전차(1935년부터 1939년까지 생산)에서 처음 사용되었다.
폴란드-영국 제2차 세계 대전 이전 군사 협력의 일환으로, 이 특허는 비커스-암스트롱에 판매되어 영국 육군 전차(크루세이더, 처칠, 발렌타인, 크롬웰 모델 등)에 비커스 전차 잠망경 MK.IV로 사용하기 위해 추가 개발되었다.
군들라흐-비커스 기술은 공동 영국 및 미국 요구 사항을 충족하기 위해 제작된 셔먼을 포함한 미국 육군 전차에 사용하기 위해 공유되었다. 이는 전후 법적 소송을 통해 논란을 불러일으켰다. "제2차 세계 대전 이후 오랜 법정 싸움 끝에 1947년 루돌프 군들라흐는 일부 생산자로부터 그의 잠망경 특허에 대해 많은 금액을 받았다."
소련 또한 이 설계를 복사하여 T-34 및 T-70을 포함한 전차에 광범위하게 사용했다. 이 복사본들은 랜드리스 영국 차량을 기반으로 했으며, 많은 부품이 여전히 호환 가능하다. 독일 또한 복사본을 만들고 사용했다.

### 잠망경 조준경
잠망경 조준경도 제2차 세계 대전 중에 도입되었다. 영국에서는 비커스 잠망경에 조준선이 제공되어 전방 및 후방 프리즘을 직접 정렬하여 정확한 방향을 얻을 수 있었다. 처칠 및 크롬웰과 같은 후기 전차에서는 유사하게 표시된 에피스코프가 포탑 지붕의 베인 조준경과 정렬된 백업 조준 메커니즘을 제공했다.
나중에 미국에서 제작된 셔먼 전차와 영국 센추리온 및 채리어티어 전차는 주 망원 조준경을 주 역할의 진정한 잠망경 조준경으로 교체했다. 잠망경 조준경은 포 자체와 연결되어 고도를 포착할 수 있었고(회전은 회전 포탑의 일부로 고정됨), 포수에게 망원 조준경으로는 이전에는 불가능했던 더 넓은 시야를 제공했다. 치프틴 (전차)은 1980년대 초에 개발된 TESS (Telescopic Sighting System)를 사용했는데, 이는 나중에 RAF 팬텀 항공기에 사용하기 위해 잉여로 판매되었다.

### 현대 특수 AFV 잠망경
현대에는 특수 잠망경이 야간 시야도 제공할 수 있다. 켄트 잠망경이 설계하고 특허를 낸 임베디드 이미지 잠망경(EIP)은 차량 주변의 일반 주간 시야를 위한 표준 통합 시야 잠망경 기능을 제공하며, 차량 내 다양한 센서 및 카메라(열화상 및 저조도 포함)의 디지털 이미지를 결과 이미지가 장치 내부에 "내장"되어 편안한 시야 위치에 투사되는 방식으로 표시할 수 있다.

## 해군 사용

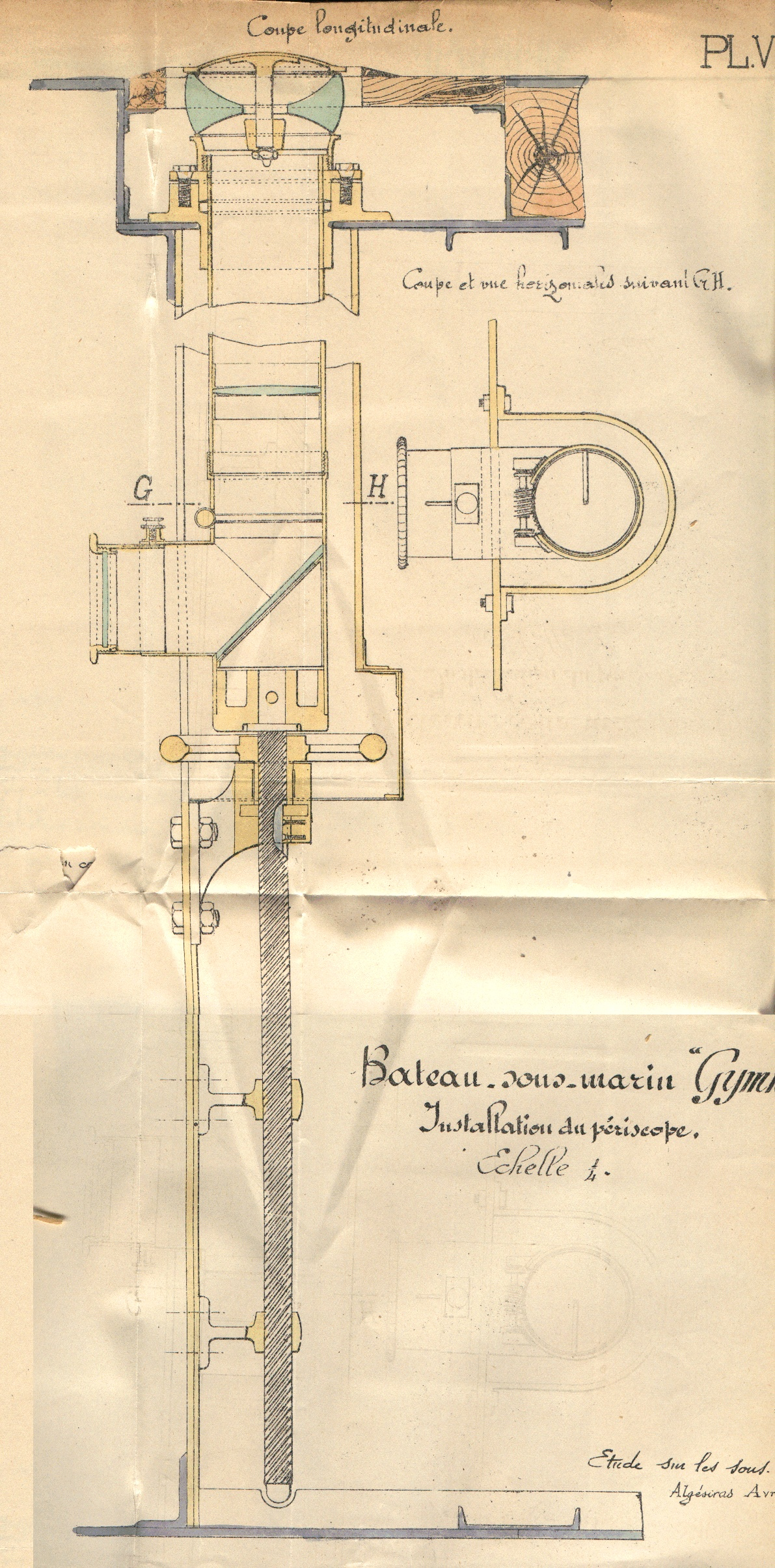
1889년 프랑스 잠수함 Gymnote를 위한 아르튀르 크렙스 & 장 레이 잠망경

잠망경은 잠수함이 비교적 얕은 수심에 잠수했을 때 수면 위와 공중의 근처 목표물과 위협을 시각적으로 탐지할 수 있도록 한다. 사용하지 않을 때는 잠수함의 잠망경이 선체 내부로 들어가서 숨겨진다. 전술 상황에서 잠수함 사령관은 잠망경을 사용할 때 신중해야 하는데, 이는 잠망경이 눈에 띄는 항적을 만들고(또한 레이더로 탐지될 수 있다) 잠수함의 위치를 노출시킬 수 있기 때문이다.
마리-데이비는 1854년에 거울을 사용하여 간단하고 고정된 해군 잠망경을 만들었다. 미국 해군의 토마스 H. 도우티는 나중에 1861-1865년의 남북 전쟁에서 사용하기 위해 프리즘 버전을 발명했다.
잠수함은 일찍부터 잠망경을 채택했다. 아르튀르 크렙스 대위는 1888년과 1889년에 프랑스 실험 잠수함 Gymnote에 두 개의 잠망경을 개조했다. 스페인 발명가 이사악 페랄은 1886년에 개발되었지만 1888년 9월 8일에 진수된 그의 잠수함 Peral에 프리즘 조합을 사용하여 잠수함원에게 이미지를 전달하는 고정식 비수납식 잠망경을 장착했다. (페랄은 또한 잠수함 항해를 위한 원시적인 자이로스코프를 개발했고 잠수 중 실탄 어뢰를 발사할 수 있는 능력을 개척했다.)
잠수함전에서 사용되는 접이식 잠망경의 발명은 일반적으로 사이먼 레이크가 1902년에 했다고 인정된다. 레이크는 그의 장치를 "옴니스코프" 또는 "스칼롬니스코프"라고 불렀다.
2009년 기준 현대 잠수함 잠망경은 확대용 렌즈를 포함하고 망원경으로 기능한다. 그들은 일반적으로 거울 대신 프리즘과 전반사를 사용하는데, 이는 반사면에 코팅이 필요하지 않은 프리즘이 거울보다 훨씬 견고하기 때문이다. 그들은 거리 측정 및 표적화와 같은 추가 광학 기능을 가질 수 있다. 잠수함 잠망경의 기계 시스템은 일반적으로 수력을 사용하며 물 속에서의 항력을 견디기 위해 상당히 튼튼해야 한다. 잠망경 섀시는 라디오 또는 레이더 안테나도 지원할 수 있다.
잠수함은 전통적으로 두 개의 잠망경을 가졌다: 항해 또는 관측 잠망경과 표적화 또는 함장 잠망경. 해군은 원래 이 잠망경들을 사령탑에 설치했는데, 디젤-전기 잠수함의 좁은 선체에서는 하나가 다른 하나 앞에 있었다. 최근 미국 해군 잠수함의 훨씬 넓은 선체에서는 두 개가 나란히 작동한다. 해면과 하늘을 스캔하는 데 사용되는 관측 잠망경은 일반적으로 넓은 시야와 배율이 없거나 낮은 배율을 가졌다. 이에 비해 표적화 또는 "공격" 잠망경은 더 좁은 시야와 더 높은 배율을 가졌다. 제2차 세계 대전 및 이전 잠수함에서는 소나가 이 목적으로 충분히 발전하지 못했기 때문에(소나로 거리를 측정하려면 잠수함의 위치를 노출시키는 음향 "핑"을 방출해야 했음) 정확하게 어뢰를 발사하기 위한 표적 데이터를 수집하는 유일한 수단이었고 대부분의 어뢰는 유도되지 않았다.
21세기 잠수함은 반드시 잠망경을 가지고 있지 않다. 미국 해군의 버지니아급 잠수함급 submarine과 영국 왕립 해군의 어스튜트급 잠수함급 submarine은 대신 포토닉스 마스트를 사용하는데, 이는 Trenchant|S91|6에 의해 개척되었으며, 물 위로 전자 영상 센서 세트를 들어 올린다. 센서 세트의 신호는 잠수함 통제실의 워크스테이션으로 전자적으로 전달된다. 신호를 전달하는 케이블이 잠수함의 선체를 관통해야 하지만, 잠망경이 필요한 것보다 훨씬 작고 쉽게 밀봉할 수 있는(따라서 저렴하고 안전한) 선체 개구부를 사용한다. 사령탑을 관통하는 텔레스코프 튜브를 제거하면 압력 선체를 설계하고 내부 장비를 배치하는 데 더 큰 자유를 얻을 수 있다.
해군 사용
- 제2차 세계 대전 중 미 해군 잠수함 통제실에서 잠망경을 사용하는 장교
- 잠수함 단안 공격 잠망경
- 1942년 6월 25일 USS Nautilus의 잠망경을 통해 촬영된 어뢰를 맞고 침몰하는 일본 구축함 Yamakaze

## 항공기 사용
잠망경은 시야가 제한된 항공기 섹션에서도 사용되었다. 항공기 잠망경의 첫 사용은 스피릿 오브 세인트 루이스에서였다. 비커스 VC10은 항공기 동체 네 곳에서 사용할 수 있는 잠망경을 가졌고, 아브로 벌컨 및 핸들리 페이지 빅터와 같은 V-폭격기와 님로드 MR1은 "온탑 시야"로 사용되었다. B-52와 같은 다양한 미국 폭격기는 GPS 도입 전에 천문항법을 위해 육분의 잠망경을 사용했다. 이는 또한 승무원이 동체에 아스트로돔을 사용하지 않고도 항해할 수 있게 했다. 1997년 이전에 제조된 모든 보잉 737 모델에는 "D 좌석" 아래, 날개 위 비상구 뒤에 착륙 장치를 조절하는 비상 잠망경이 사용되었다. 고속 및 극초음속 항공기인 노스 아메리칸 X-15도 잠망경을 사용했다.
항공기 사용
- 영국 공군 F-4 팬텀 II의 전방 및 후방 조종석 사이에 패널 장착된 TESS (telescopic sighting system) 잠망경

## 같이 보기
- 거리계

## 참고 자료
1. 1 2  Walker, Bruce H. (2000). 《Optical Design for Visual Systems》. SPIE Press. 117쪽. ISBN 978-0-8194-3886-7.
2. ↑  《The Submarine Periscope: An Explanation of the Principles Involved in Its Construction, Together with a Description of the Main Features of the Barr and Stroud Periscopes》. Barr and Stroud Limited. 1928.
3. ↑  “H I Sutton - Covert Shores”. 《www.hisutton.com》. 2024년 5월 23일에 확인함.
4. ↑  Robertson, Morgan (March 26, 1913) 스케넥터디 가제트, 금요일 아침, p. 19
5. ↑  Willmott, H.P. (2003)
First World War. 도링 킨더슬리. p. 111. ISBN 1405300299
6. ↑  Partridge, Eric (2006). 《A Dictionary of Slang and Unconventional English》. Routledge. 1065–쪽. ISBN 978-1-134-96365-2.
7. 1 2  Łukomski, Grzegorz and Stolarski, Rafał E. (1999) Nie tylko Enigma... Mjr Rudolf Gundlach (1892–1957) i jego wynalazek (Not Only Enigma... Major Rudolf Gundlach (1892–1957) and His Invention), Warsaw-London.
8. ↑  “TESS :: David Gledhill”.
9. ↑  “The Way of the J. – British Phantom Aviation Group”.
10. ↑  Petty, Dan. “The US Navy – Fact File: AN/SPS-74(V) Radar Set”. 《www.navy.mil》 (영어). 2019년 2월 14일에 원본 문서에서 보존된 문서. 2017년 11월 29일에 확인함.
11. ↑  Ousborne, Jeffrey; Griffith, Dale; Yuan, Rebecca W. (1997). 《A Periscope Detection Radar》 (PDF). 《Johns Hopkins APL Technical Digest》 18. 125쪽. 2017년 8월 8일에 원본 문서 (PDF)에서 보존된 문서. 2017년 11월 29일에 확인함.
12. ↑  “El Arma Submarina Española”. 2009년 12월 17일에 원본 문서에서 보존된 문서. 2009년 10월 21일에 확인함.
13. ↑  《War at Sea and in the Air》. Britannica Educational Publishing. 2011년 11월 1일. 65쪽. ISBN 978-1-61530-753-1.
14. ↑  “Oddities & Innovations”.
15. ↑  “Bob's Tale of Phantoms – Victor XM715”.
16. ↑  Wilson, Michael (1968년 6월 13일). “Hawker Siddeley Nimrod MR.1”. 《Flight International》. 892쪽. 2023년 12월 25일에 원본 문서에서 보존된 문서.
17. ↑  “Periscope Aircraft Sextant | Pritzker Military Museum & Library | Chicago”.
18. ↑  Reichel, Jack. “Perscopic Sextant”. 《ION Navigation Museum》. 2023년 7월 5일에 원본 문서에서 보존된 문서.
19. ↑  Campbell, Charles J.; McEachern, Lawrence J.; Marg, Elwin (1956). 《Aircraft Flight by an Optical Periscope》. 《Journal of the Optical Society of America》 46. 944쪽. doi:10.1364/JOSA.46.000944.